# Elektronické obchodování
Elektronické obchodování (též elektronická komerce, e-komerce) je forma obchodování, která k realizaci obchodních transakcí (s vlastními organizačními jednotkami, s dodavateli, se zákazníky) podstatným způsobem používá moderní elektronické komunikační prostředky. Základní infrastrukturu v tomto smyslu představuje v současnosti Internet a zejména jeho „webová část“, ale často jsou používány i další elektronické prostředky, například elektronická pošta, telefon nebo platební karty. Samotné elektronické obchodování lze považovat za jednu ze součástí elektronického podnikání.
Prostřednictvím internetu lze prodávat jak fyzické zboží tak digitální služby a informace. U fyzických produktů jde především o spotřební zboží prodávané prostřednictvím elektronických obchodů. U služeb a informací dochází k prodeji zpráv, publikací, učebních materiálů, multimediální zábavy atd.

## Základní druhy e-commerce
| Zkratka | Anglicky                 | Česky                       | Poznámka                             |
| ------- | ------------------------ | --------------------------- | ------------------------------------ |
| B-2-B   | Business to Business     | obchodník obchodníkovi      | nabídka jedné firmy druhé firmě      |
| B-2-C   | Business to Consumer     | obchodník zákazníkovi       | obchodní nabídky pro zákazníky       |
| C-2-B   | Consumer to Business     | zákazník obchodníkovi       | sledování nabídek obchodu zákazníkem |
| C-2-C   | Consumer to Consumer     | zákazník zákazníkovi        | názory na fórech, zpětné vazby       |
| B-2-G   | Business to Government   | obchodník státní správě     | nabídka služeb a zboží               |
| C-2-G   | Customer to Government   | zákazník státní správě      | př. podání daňového přiznání         |
| G-2-G   | Government to Government | státní správa státní správě | spolupráce státních orgánů           |

### B-2-B
- dodavatelé, výrobci, velkoobchodníci, maloobchodníci sdílející navzájem informace, vyjednávají podmínky konkrétního obchodního případu, zasílají poptávky, propagační materiály, objednávky, faktury a další dokumenty elektronickou poštou
- propojení všech transakcí v reálném čase, včetně finančních a logistických operací
- uplatňuje se i v systému just-in-time
- urychlení a bezchybnost ve firemním styku
- průkopníci: např. General Motors, Ford, Daimler Chrysler

### B-2-C
- obchodní firma prodává své produkty výhradně prostřednictvím internetu - nedrží žádné zásoby
- obchodní je propojen na výrobce, který dodává zboží přímo zákazníkovi
- např.: počítač, nábytek, kosmetika, léky, knihy, CD, dovolená, bio výrobky

### C-2-B
- obchodní transakci iniciuje kupující, který má zájem dosáhnout co nejvýhodnější ceny
- zákazník zadává svůj požadavek na určitý produkt za určitou navrženou cenu
- obchodní partner sdělí, zda je ochoten tento požadavek akceptovat
- např.: zákazník požaduje pokoj v penzionu na konkrétní prázdninový týden a navrhuje cenu X

### C-2-C
- internetová spotřebitelská burza - např. použitého zboží, sběratelských předmětů apod.
- do definice C-2-C by mohl spadat např. L.E.T.S. či jiné systémy lokálních měn
- do této kategorie mohou spadat také aplikace využívající princip výměnného obchodu typu e-change

## Internetový obchod
Internetový obchod (též elektronický obchod, e-obchod nebo z angl. e-shop) je webová aplikace používaná jako jeden z komunikačních kanálů prodejce pro nabízení jeho produktů a služeb. E-shopy mohou v prostředí internetu sloužit jak pro podporu obchodu typu B2B (business-to-business, česky „obchodník k obchodníkovi“) tak B2C (business-to-consumer, česky „obchodník k zákazníkovi“). Jedná se o jeden ze způsobů elektronického obchodování.

## Vyhledávač zboží
K porovnávání cen a srovnávání produktů slouží tzv. srovnávací a nákupní galerie, které umožňují zákazníkům srovnání nabídek zvoleného zboží nabízeného obchodníky, a to podle ceny, případně dalších parametrů. Tyto nákupní galerie též často nabízejí svým uživatelům zpracování objednávek a jejich odeslání obchodníkům, kteří dané zboží nabízí. Veškeré vyhledávání na těchto webových stránkách je zdarma. Obchodníci umisťují pomocí automatizovaných softwarových prostředků několikrát denně (i on-line) nabídky svého zboží na stránky srovnávací a nákupní galerie.

## Platební služby
Většina internetových obchodů nabízí velkou škálu možnosti platby za zboží. Zákazník si může vybrat způsob platby, který je mu nejpohodlnější.
1. V hotovosti nebo platební kartou přímo na prodejně (POS terminál)
2. Dobírkou
3. Kartou online
4. QR kódem na fakturu (standard Komory daňových poradců ČR)[1]
5. Příkazem (platba předem, odběr na fakturu zaslanou po zaplacení)
6. Nákup na splátky
7. Nákup na leasing
8. Tax-free shopping
9. PayPal
10. GoPay (FioBanka, mPeníze, GoPay peněženka, MojePlatba, ePlatby)
11. Comgate[2] (VISA, Mastercard, Diners Club, Platební tlačítka bank, Stravenkové karty)
12. PayU[3]
13. MALL Pay[4] (odložení platby s možností zaplatit až po nákupu libovolnou metodou)
14. Skrill[5] (dříve Moneybookers)
15. Pays[6] (platba kartou, platba mobilem, platba převodem a QR platba, FioBanka, GP Webpay, ČSOB)
16. PayMyway
17. SuperCASH
18. Paysafecard
19. Platba pomoci SMS [7]